# والهالا

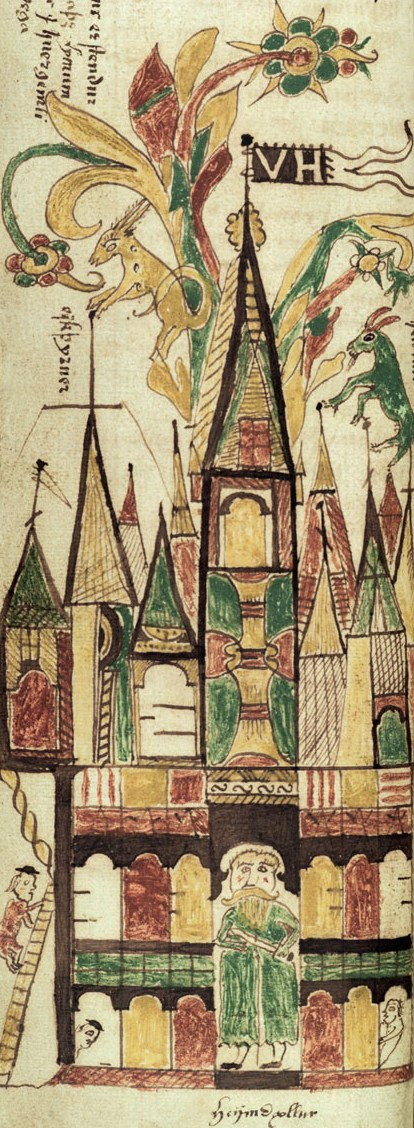
دروازه والهالا، تالار کشتگان، یک دست‌نوشته سدهٔ ۱۷ ایسلندی.

والهالا (به انگلیسی: Valhalla) در اساطیر اسکاندیناوی و همچنین در باور الانان، سرایی باشکوه و عظیم واقع در آسگارد بود که تالار کشتگان به‌شمار می‌رفت و از آنِ اودین خدای خدایان بود. این تالار بزرگ پانصد و چهل در دارد. تیرهای به کار رفته در این تالار نیزه هستند و سرتاسر تالار از سپرهای بسیار پوشیده شده‌است. زره‌های سینه‌پوش فلزی نیز برای ساخت نیمکت‌های این تالار به‌کار رفته‌اند. یک گرگ از درب باختری تالار پاسداری می‌کند و شاهینی در بالای آن در پرواز است..
والکیری‌ها نیمی از کسانی که در میدان نبرد کشته می‌شوند را به این تالار می‌آورند، در حالی که نیمهٔ دیگر پذیرای ایزدبانوی فریا بودند. این پهلوانان که اینهریار نامیده می‌شوند، در این تالار خود را برای نبرد روز رگناروک آماده می‌کنند. در روز رگناروک از هر در این تالار هشتصد جنگجو شانه به شانه به بیرون می‌آیند و به سوی میدان نبرد می‌روند.
والهالا برگردان انگلیسی از واژه نوردیک وال هول یا Valhöll به معنی تالار کشتگان است.

## ریشه کلمه
اسم مدرن انگلیسی والهالا از زبان نورس قدیم «Valhöll» گرفته شده‌است، یک اسم مرکب که از دو عنصر تشکیل شده‌است: اسم مذکر valr 'the slain' و اسم زنانه höll 'hall'. والر در زبان‌های آلمانی دیگر از جمله زبان انگلیسی قدیمی «قاتلان، کشتارها، قتل عام ها»، «قتل» ساکسون‌های قدیمی وال-دود، «میدان جنگ، حمام خون» زبان‌های قدیمی آلمانی دارد. همه این اشکال از اسم مذکر زبان نیاژرمنی * walaz سرچشمه می‌گیرند. در میان مفاهیم مربوط به نورس قدیم، والر همچنین به عنوان اولین عنصر اسامی valkyrja «انتخاب کننده مقتول، والکیری» و Valfreyja، یکی از چندین نام الهه فریا ظاهر می‌شود.
عنصر دوم، höll، یک اسم رایج نورس قدیم است. این تالار مربوط به هال مدرن انگلیسی است و به همان معنی است. هر دو از * xallō یا * hallō، به معنی "مکان پوشیده، تالار"، خود از ریشه ابتدایی هندواروپایی * kol- ساخته شده‌اند. همان‌طور که فیلسوفانی مانند کالورت واتکینز متذکر شده‌اند، همان ریشه هند و اروپایی höll نورس قدیمی را تولید می‌کند، یک اسم مناسب که هم برای نام مکان زندگی پس از مرگ دیگر و هم برای یک موجودیت زن فوق طبیعی که بر آن نظارت می‌کند و همچنین اسم انگلیسی مدرن جهنم استفاده می‌شود. در فرهنگ عامه سوئد، برخی کوه‌هایی که به از گذشته به عنوان محل زندگی مردگان در نظر گرفته می‌شدند، Valhall نیز نامیده می‌شدند؛ بنابراین ممکن است که عنصر höll از hallr , "rock" ناشی شود و در اصل به دنیای زیرین ارجاع شده باشد، نه یک تالار.

## تصدیق

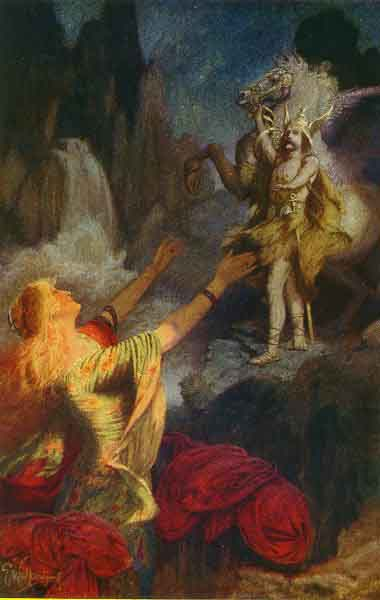
بازگشت هلگی به والهالا (۱۹۱۲)، اثر ارنست والکوزینز

در شعر ۲ از ادای شاعرانه وقتی که هلگی هاندینگزبان پهلوان کشته شده و وارد والهالا می‌شود، افتخار و شکوه او را اینگونه توصیف کرده است:
هلگی نیز در کنار سرداران بود
مانند خاکستر درخشان در کنار بوته خار
و گوزن جوان، آغشته به شبنم،
که از همه حیوانات دیگر پیشی می‌گیرد
و شاخ‌های آن در برابر خود آسمان می‌درخشند.
در فصل ۸ فاگر اسکینا، روایتی منثور بیان می‌کند که پس از مرگ همسرش اریک بیداکس، گانهیلد مادر پادشاه شعری در مورد او سروده است. این روایت توسط نویسنده‌ای گمنام از قرن دهم گفته شده و از آن به عنوان اریکسمال یاد می‌شود، و توصیف اریک بلداکس و پنج پادشاه دیگر است که پس از مرگ به والهالا می‌رسند. شعر با نظرات اودین آغاز می‌شود:
اودین گفت این دیگر چه کابوسی است،
که درست قبل از طلوع آفتاب،
من فکر کردم والهالا را پاک و مقدس کردم،
برای آمدن جوانمردانی که کشته شدند؟
من اینهرجار را بیدار کردم،
والکیری های بِید قیام می‌کنند،
برای خراب کردن میزها ،
و لیوان‌ها را بشویید،
شراب بیاورید،
در مورد آمدن پادشاه،
انتظار دارم
قهرمانان از جهان می‌آیند،
بزرگانی خاص،
قلب من بسیار شادمان است.

## نگار خانه

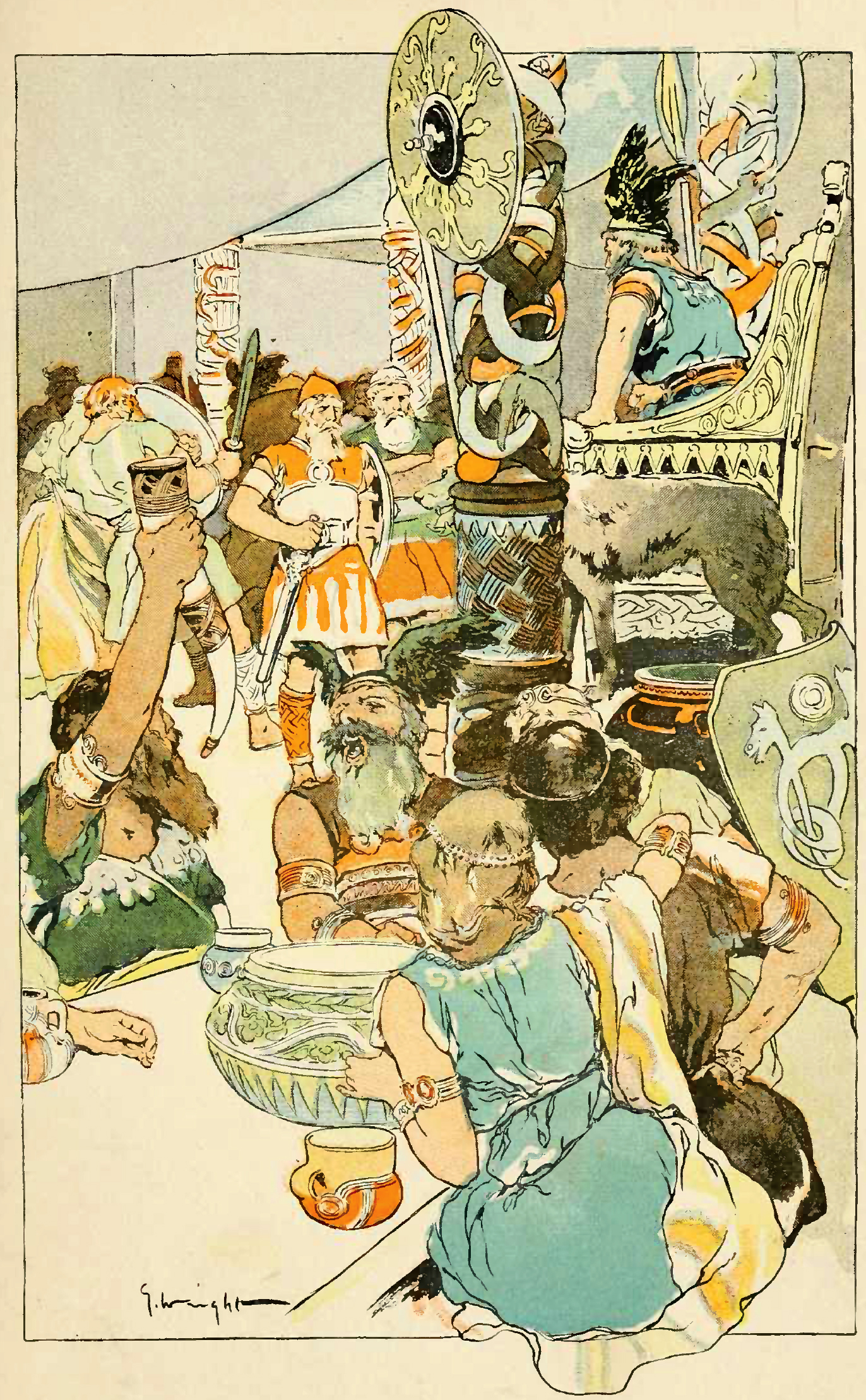
جیلف با جسارت پیش از اودین (۱۹۰۸) اثر جورج هندرایت
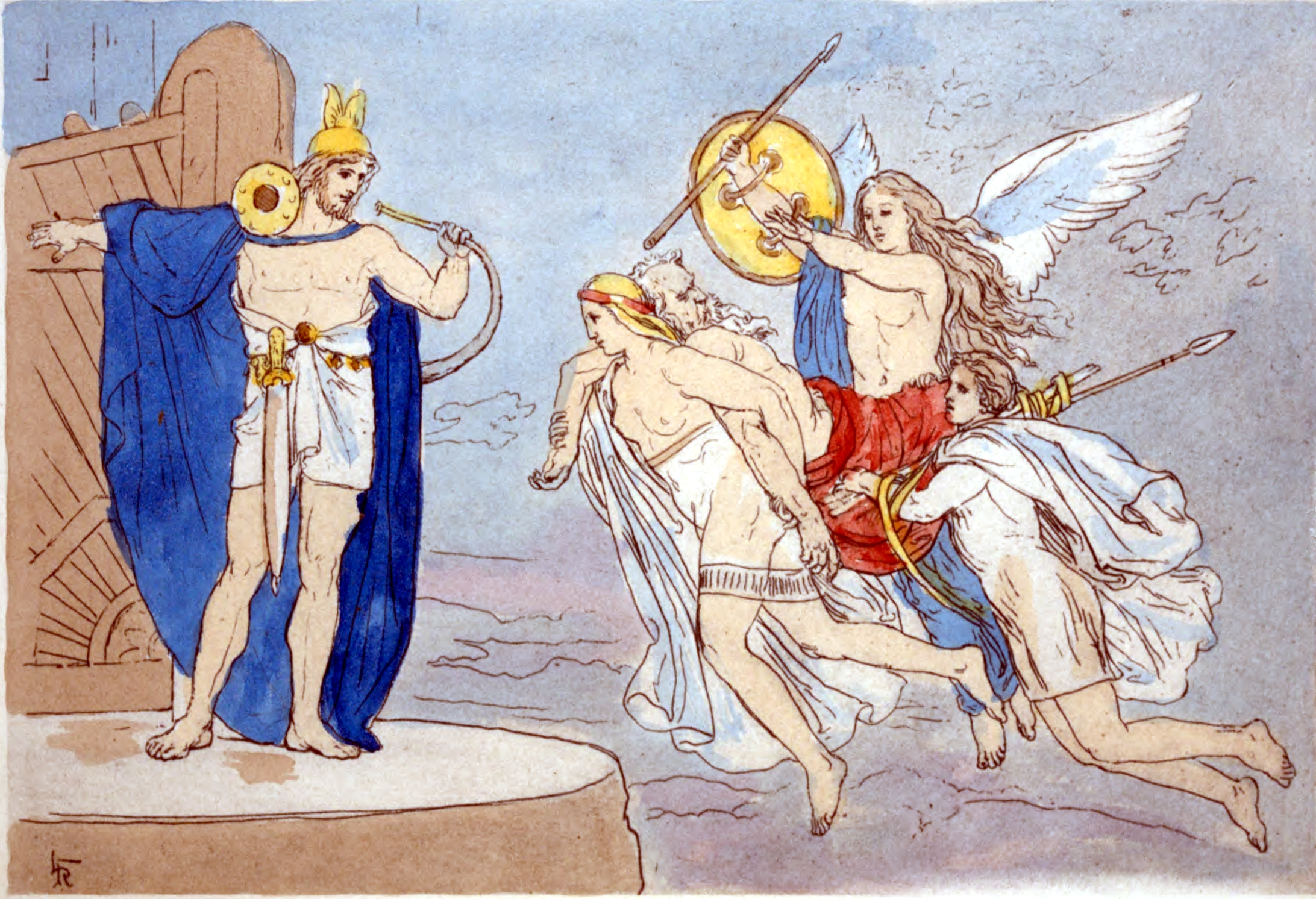
تصویری از والکیری‌ها که با خدای هیمدالر روبرو می‌شوند در حالی که آن‌ها یک مرد کشته شده را به والهالا منتقل می‌کنند (۱۹۰۶) اثر لورنز فرولیچ
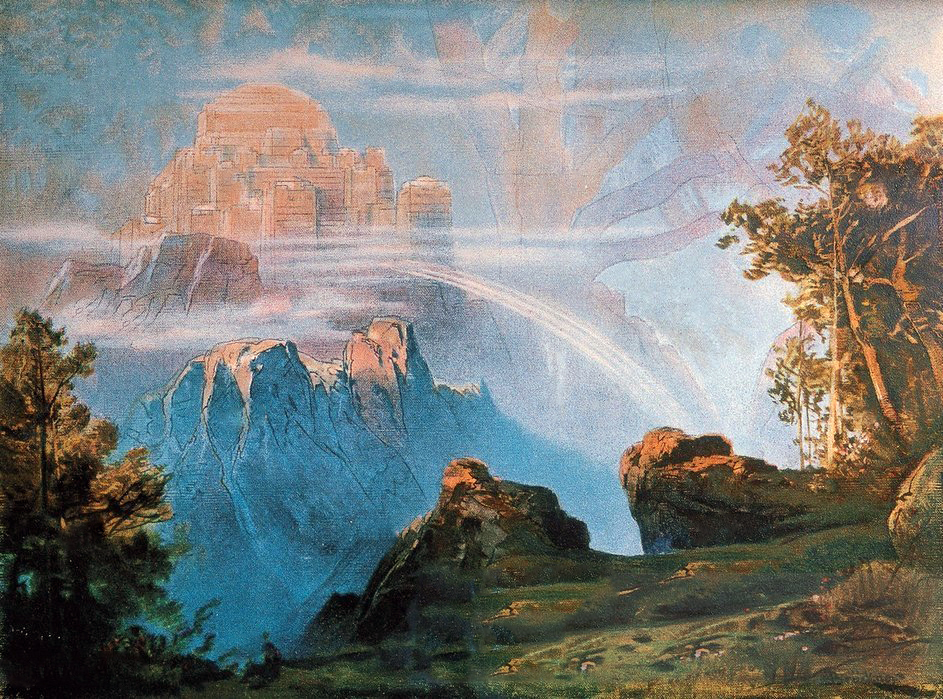
والهالا (۱۸۹۶) اثر مکس براکنر
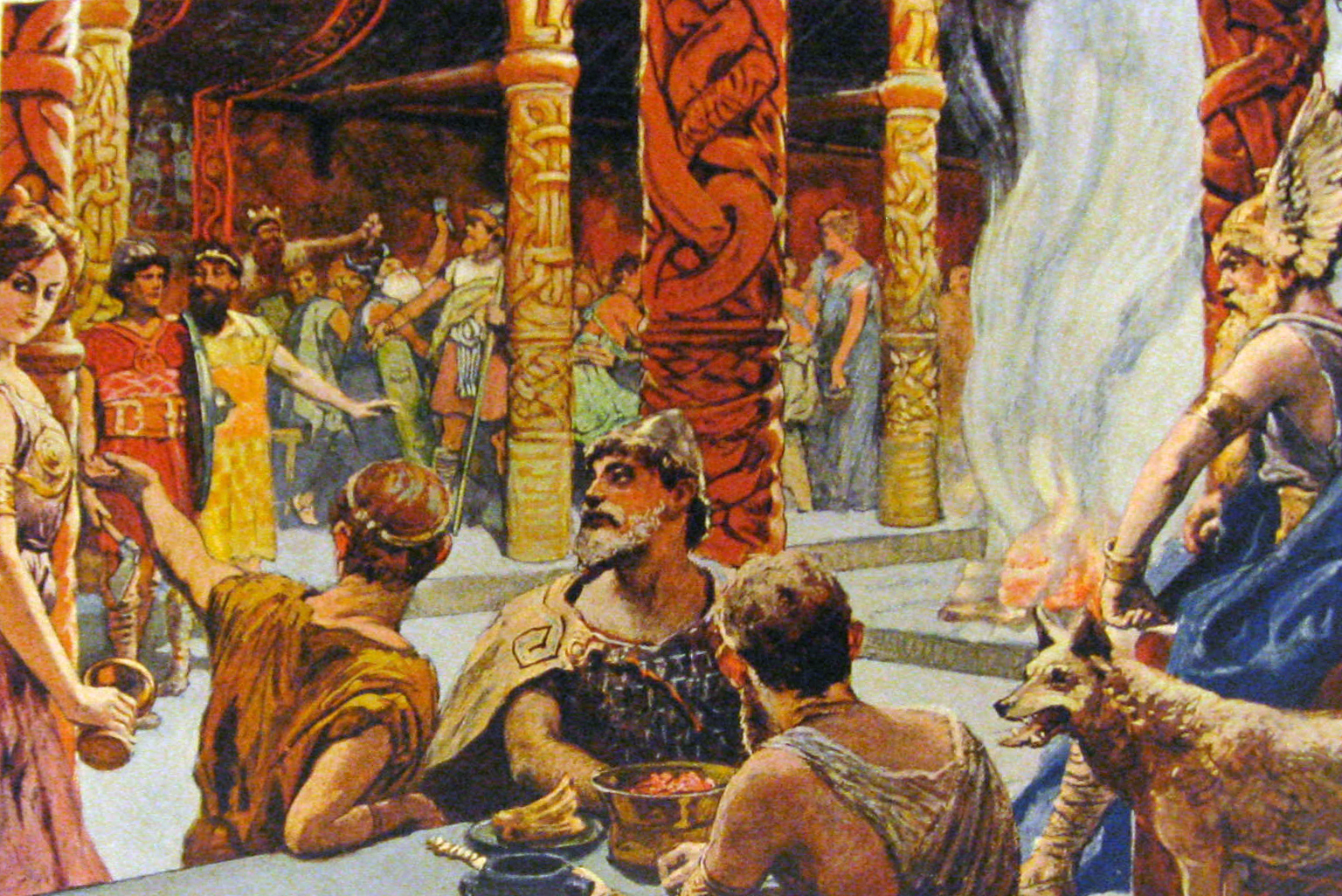
والهالا (۱۹۰۵) اثر امیل دوپلر
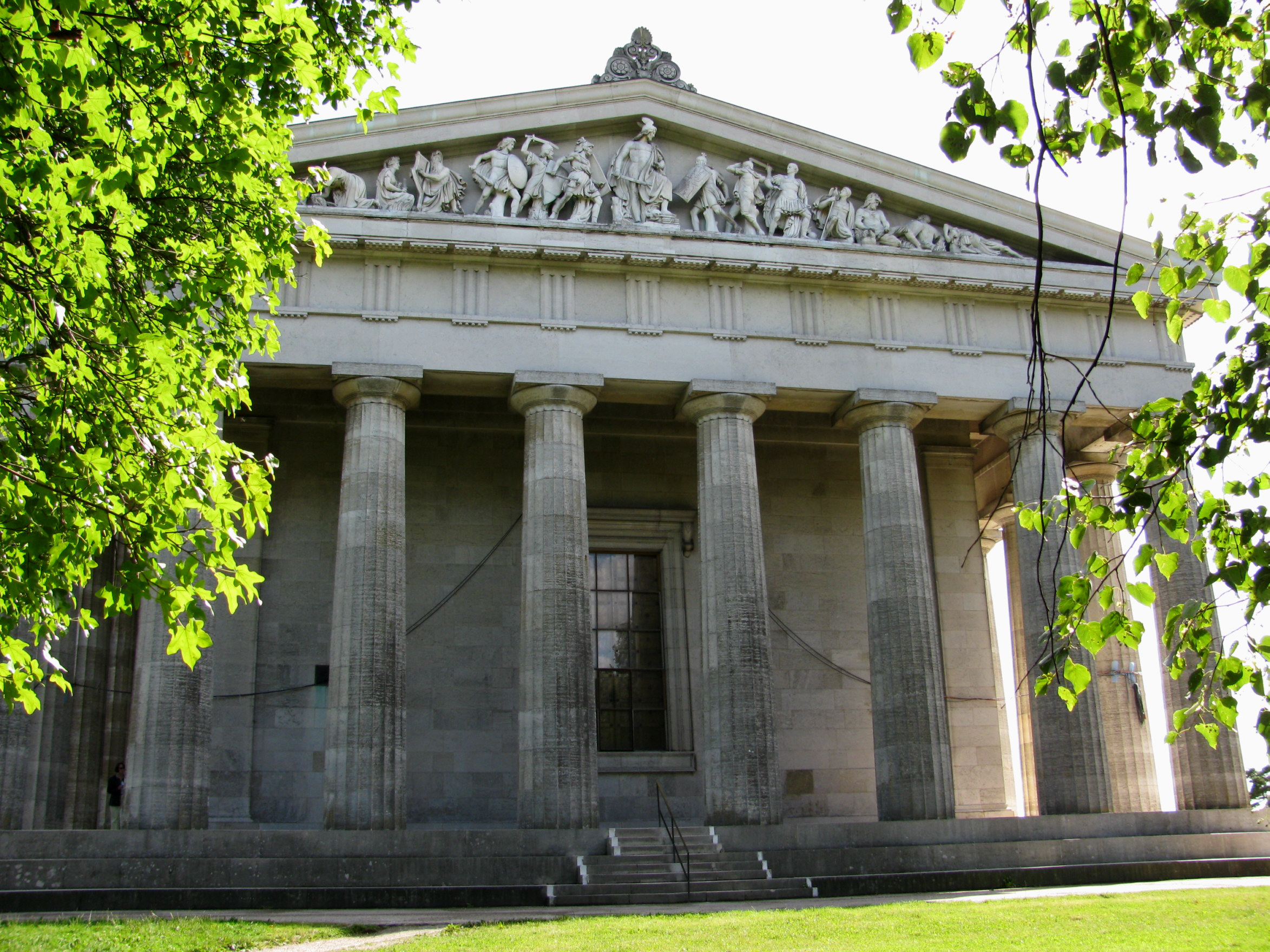
معبد والهالا در آلمان
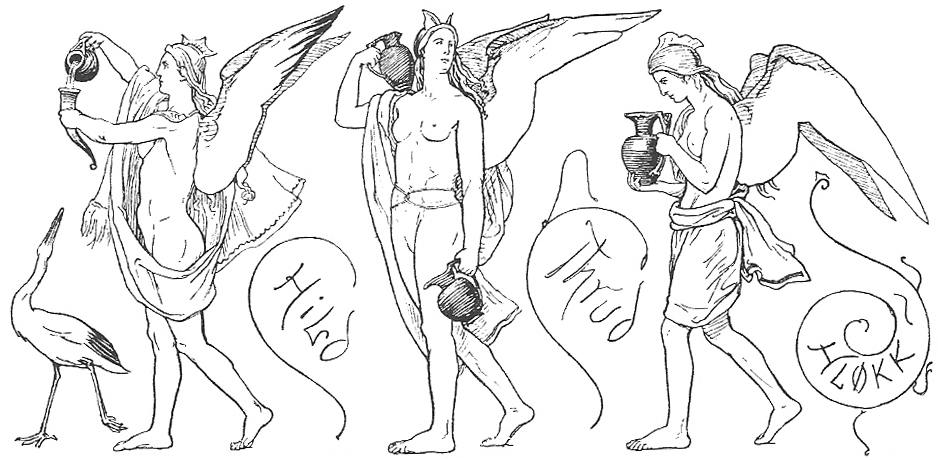
سه والکیری در راه والهالا ( هیلد، تراد و هلوک) اثر لورنز فرولیچ